# Веро Бич Саут (Флорида)
Веро Бич Саут (енгл. Vero Beach South) насељено је место без административног статуса у америчкој савезној држави Флорида.

## Демографија
По попису из 2010. године број становника је 23.092, што је 2.73 (13,4%) становника више него 2000. године.
| Група             | 2000.          | 2010.          |
| Белци             | 18.692 (91,8%) | 18.980 (82,2%) |
| Афроамериканци    | 467 (2,3%)     | 1.221 (5,3%)   |
| Азијати           | 192 (0,9%)     | 373 (1,6%)     |
| Хиспаноамериканци | 686 (3,4%)     | 2.205 (9,5%)   |
| Укупно            | 20.362         | 23.092         |